# Arnold de Frísia Occidental
Arnold de Gant o Arnulf nascut a Gant cap al 951, mort a la vora del Mosa el 18 de setembre del 993, va ser comte de Frísia Occidental de 988 a 993. Era fill de Teodoric II, comte de Frísia, i d'Hildegarda de Flandes.
Va néixer a Gant d'on el sobrenom que li va ser atribuït (Arnulf Gandensis). La seva primera menció en un document contemporani data del 26 d'octubre del 970 on és citat amb els seus pares. Apareix igual que el seu pare i de manera inicial al seu costat en nombroses cartes flamenques.
Es va casar el maig de 980 amb Luitgarda (nascuda el 955 a Brussel·les; aquesta era filla de Sigifred, comte de Luxemburg). Luitgarda era la germana de Cunegunda de Luxemburg, esposa de l'emperador Enric II el Sant. Arnold i Luitgarda van tenir tres fills:
- Adelaida († vers 1045), casada amb Balduí II, comte de Boulogne, i després amb Enguerrand I, comte de Ponthieu;
- Teodoric III (vers 980 † 1044) ;
- Sigifred (vers 980 † 1030)

Arnold va ser el primer a lluitar contra els frisons occidentals en revolta. Va oferir una part de les seves terres (de les quals Bergan, avui Hillegersberg, i Schie, avui Overschie a la vora del riu Schie) al monestir d'Egmont. Aquesta donació té potser una relació amb els esforços d'assecament dels aiguamolls holandesos pels monjos d'Egmont. Va acompanyar l'emperador Otó II a Roma el 983 i va augmentar els seus territoris cap al sud.
Arnould va ser mort el 18 de setembre de 993, probablement a la desembocadura del Mosa. Va ser enterrat amb altres membres de la seva família a l'abadia d'Egmont i va ser més tard canonitzat. Liutgarda va oferir el territori de Rugge a l'abadia Saint-Pierre de Gant el 20 de setembre de 993, a tall d'ofrena per a la salvació de l'ànima del seu espòs. El juliol de 1005, es va reconciliar amb els frisons occidentals en revolta.